# Kloster Verchen

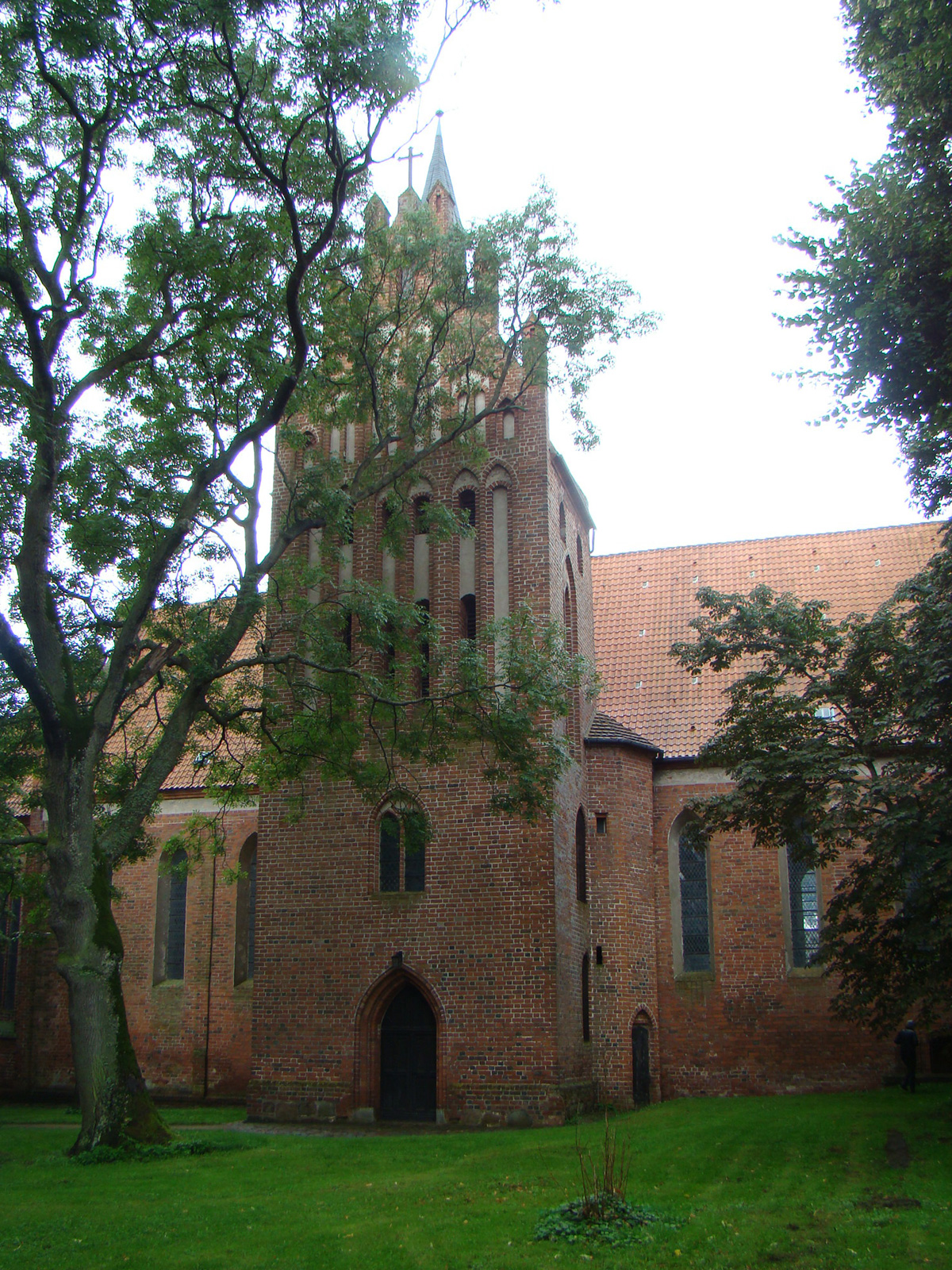
Ehemalige Klosterkirche in Verchen

Das pommersche Kloster Verchen ist eine ehemalige Klosteranlage der Benediktinerinnen aus dem 13. Jahrhundert in Verchen im Landkreis Mecklenburgische Seenplatte in Mecklenburg-Vorpommern. Sie befindet sich am Nordufer des Kummerower Sees und wurde bis 2015 von einem evangelischen Konvent betrieben.

## Geschichte
Das Sankt-Marien-Kloster Verchen wurde Ende des 12. Jahrhunderts als Benediktinerinnenkloster gegründet. 1191 bestätigte Bischof Sigwin von Cammin die Stiftung der adeligen Liutizen Heinrich und Borts (Boris), Söhne des Rannus (Ramno). Ursprünglich befand sich das Kloster auf dem Klosterberg bei Altentreptow, der damals Marienberg genannt wurde. Die Stifter übereigneten dem Kloster ihren in der Landschaft Tollense liegenden Besitz, mit Ausnahme des Dorfes Klatzow. Dieser Ort, wahrscheinlich der Alterssitz der Stifter, dürfte ab 1194 Klosterbesitz geworden sein. In den folgenden Jahrzehnten wurde der Klosterkonvent nach Klatzow verlegt. Der genaue Zeitpunkt der Übersiedlung ist nicht bekannt. 1239 erhielt das jetzt in Klatzow ansässige Kloster die Kirche Hohenmocker mit ihren Einkünften und die Hälfte des Ortes. Auch die Dörfer Loikenzin, Barkow, Buchar und Rosemarsow gelangten in den klösterlichen Besitz. Zu dieser Zeit wurde das Kloster zunehmend durch die pommerschen Herzöge, das Bistum Cammin und den örtlichen Adel mit Besitzungen am Ostufer des Kummerower Sees versehen. Dazu gehörten die Dörfer Klenz (Chlodonitz), Lindenhof (Käseke), Meesiger, Metschow, Trittelwitz einschließlich der dortigen Kirchen und Kapellen. In Verchen selbst schenkten den Nonnen 1248 Reimar und Raven von Buch auf Konerow das Patronat der Katharinenkirche, das Dorf erhielten sie 1255 vom Herzog Wartislaw III.
Bereits 1245 wurde das Kloster auf dem Marienwerder bei Verchen ansässig. Der damals noch in Klatzow verbliebene Propst erhielt einige Jahre später die Verchener Pfarrkirche. Auch der Marienwerder erwies sich als kein geeigneter Ort für das Kloster, und so begann man 1265 mit einem neuen Klosterbau in Verchen. Die Katharinen-Kirche in Verchen wurde auch der Maria geweiht und zur Klosterkirche. 1269 war der letzte Umzug abgeschlossen, die Klostergebäude allerdings noch nicht fertiggestellt. Verschiedene Ablassbriefe dieser Zeit zeugen von dem Klosterbau und dem damit verbundenen Geldbedarf. Der Klosterbesitz erweiterte sich in den folgenden Jahrzehnten vor allem durch Schenkungen. Im 14. Jahrhundert besaß das Kloster vier Mühlen. Zahlreiche Kirchen waren dem Patronatsrecht des Klosters unterstellt. In der wirtschaftlichen Blütezeit des Klosters betrug der Landbesitz etwa 7000 Hektar. Dieser Grundbesitz des Klosters wurde als Lehen an den örtlichen Landadel vergeben. Die ausgedehnten Besitzungen und die Lage des Klosters im Grenzgebiet zwischen Pommern und Mecklenburg brachten auch Konflikte mit sich. So lag man mit dem Kloster Dargun bis zur Auflösung im Streit um die Fischrechte auf dem Kummerower See und der Peene. Auch die kriegerischen Auseinandersetzungen zwischen Mecklenburg, Pommern und Brandenburg bedrohten die wirtschaftliche Existenz des Klosters. Dazu gehört auch die Fehde zwischen Bernd von Maltzahn und den pommerschen Herzögen von 1478 bis 1494.
Die Ordensschwestern – in der besten Zeit wahrscheinlich in der Zahl zwischen 15 und 20 – stammten überwiegend aus pommerschen und mecklenburgischen Adelsgeschlechtern, wie Maltzahn, Heydebreck, Voss, Wacholz, Pentz und Osten. Der Konvent stand auch bürgerlichen Frauen offen, die Priorin wurde aber aus den adeligen Mitgliedern des Konvents gewählt. Entstammte sie, wie beispielsweise Elisabeth von Pommern (Priorin von 1494 bis 1516) dem Hochadel, so hatte sie auch statt des Propstes Vorrang bei der Vertretung des Klosters nach außen.
1534 wurde auf dem Reformationsentscheid beim Landtag von Treptow an der Rega der Erhalt des Klosters beschlossen. Herzog Barnim IX. (Pommern) entschied sich trotzdem für die Säkularisation des Klosters. Obwohl auch das Kloster Verchen als Zuchtanstalt und Versorgung für adlige Jungfrauen vorgesehen war, ist es in Verchen nicht zur Einrichtung eines Damenstifts gekommen. 1535 gab es bereits einen Amtshauptmann.
1581 starb die zuletzt in das Kloster eingetretene Benediktinernonne, damit war das Kloster erloschen.

## Gebäude
Bei einem Großbrand zwischen 1560 und 1575 wurden die meisten Klostergebäude zerstört.

### Klosterkirche
Die ehemalige Klosterkirche in Verchen ist ein frühgotischer Backsteinbau. Drei der ehemals fünf im Mittelalter entstandenen Fenster mit Glasmalereien, die zu den ältesten in Mecklenburg-Vorpommern gehören, sind noch erhalten. Auch der Mittelschrein des Altars von 1420 mit einer Verkündigungsszene und der Altaraufsatz (Predella) von 1500 blieben erhalten.
Auf Veranlassung von König Friedrich Wilhelm IV. wurde die Kirche im Jahre 1858 renoviert.
1969 wurden im Chorraum mittelalterliche Fresken freigelegt.

### Weitere Gebäude
Die Kellergewölbe des Jugendhotels, um 1700 als Amtshaus aus Ziegeln der abgebrochenen Klostergebäude errichtet, stellen wahrscheinlich den Grundriss der alten Propstei dar. Pfarr- und Gemeindehaus befinden sich annähernd im Bereich von zwei der drei Flügel des Konventsgebäudes. Ob die alte Schule, ehemals Küsterhaus, am Ort der alten Klosterpforte steht, ist ohne archäologische Untersuchungen nicht nachweisbar.

## Heutige Nutzung
Von 2004 bis 2015 befand sich ein Konvent der Communität Christusbruderschaft Selbitz im Kloster Verchen.